# Горнхаузен
Горнхаузен (нем. Gornhausen) — община в Германии, в земле Рейнланд-Пфальц. 
Входит в состав района Бернкастель-Витлих. Подчиняется управлению Бернкастель-Кюс.  Население составляет 215 человек (на 31 декабря 2010 года). Занимает площадь 5,30 км².